# Miarinarivo (Alaotra-Mangoro)
Miarinarivo is een plaats en commune in het oosten van Madagaskar, behorend tot het district Andilamena, dat gelegen is in de regio Alaotra-Mangoro. Tijdens een volkstelling in 2001 telde de plaats 13.964 inwoners.
De plaats biedt naast lager onderwijs ook middelbaar onderwijs aan. 20 % van de bevolking werkt als landbouwer en 75 % houdt zich bezig met veeteelt. Het belangrijkste landbouwproduct is rijst; andere belangrijke producten zijn pinda's maniok en zoete aardappelen. Verder is 5% actief in de dienstensector.